# Björn Hallerdt
Björn Kristian Hallerdt, född 6 augusti 1925 i Stockholm, död 11 april 2015, var en svensk museiman och författare. Han var stadsantikvarie och chef för Stockholms stadsmuseum mellan 1975 och 1991. Under denna tid tillkom som nya verksamheter inom museet Stockholms läns museum 1983 (fristående institution från 1988) och Stockholms medeltidsmuseum 1986. 
Björn Hallerdt blev filosofie licentiat 1955. Därefter var han bland annat landsantikvarie i Kopparbergs län 1956–1967 och chef för Dalarnas museum 1962–1967, chef för Sundsvalls museum 1967–1972 samt landsantikvarie i Norrbottens län och chef för Norrbottens museum 1972–1975.
Han var sekreterare i Samfundet S:t Erik mellan 1976 och 1991; mellan 1977 och 2002 var han redaktör får samfundets årsbok. Han är även författare till en lång rad böcker och artiklar om kulturhistoriska ämnen, ofta med anknytning till Stockholm. Vid etableringen av Riksidrottsmuseet var han ordförande i utställningskommittén 1988–1992 och i museets styrelse 1994–1996.
Hallerdt mottog år 1991 Samfundet S:t Eriks plakett.
Björn Hallerdt var 1957–1968 gift med Gunvor Lilja (1921–2010) och från 1968 med Margareta Hallerdt, född Esbjörnsson. Han är far till tre barn, bland dem Miriam Andersén och Malena Hallerdt. Björn Hallerdt är begravd på Lidingö kyrkogård.

## Publikationer i urval
- Leva i brukssamhälle. En studie över sociala relationer vid Surahammars bruk 1845–1920. 1957
- Drottninghuset 300 år (red.). 1986
- Ljus kraft värme. 100 år med el i Stockholm (red.). 1992
- Stockholms hamn under 1900-talet. 1993
- Av kärlek till Stockholm. En krönika om Samfundet S:t Eriks 100 år. 2001
- Propellerns pionjär och Monitors mästare. Glimtar av John Ericssons liv och verk. 2003
- Svartbrödraklostret i Stockholm. Monografier utgivna av Stockholms stad. Stockholm: Stockholmia förlag. 2006. Libris 10207152. ISBN 978-91-7031-173-4
- Sevenboms Stockholm : Johan Sevenbom : förnyare av svensk landskapskonst under 1700-talet. Monografier utgivna av Stockholms stad. Stockholm: Stockholmia. 2010. Libris 12043151. ISBN 978-91-7031-226-7